# أيلود غرانادي
أيلود غرانادي (الاسم العلمي: Elodea granatensis) هو نوع من النباتات يتبع جنس الأيلود من الفصيلة الحب المائية.